# علی‌بیگلو (شبستر)
علی‌بیگلو یکی از روستاهای، استان آذربایجان شرقی است که در دهستان گونی مرکزی بخش مرکزی شهرستان شبستر واقع شده‌است.
از شمال به روستاهای هریس و مشنق از جنوب به دریاچه ارومیه از شرق به کوزه‌کنان و از طرف غرب به بندر شرفخانه محدود می‌شود.
اکثر اهالی این روستا به علت بالا بودن سطح سواد و فرهنگ، علاوه بر اشتغال به کشاورزی و دامداری در زمینه صنعت نیز یکی از پیشگامان شهرستان شبستر محسوب میشوند به گونه ای که دومین ناحیهٔ بزرگ تولید آجر سفال و آجرهای فساری در این روستا مستقر می‌باشد  علاوه بر آن یکی از برجسته‌ترین و با عظمت‌ترین بناهای دوره‌های اخیر در ساخت مساجد اسلامی که می‌توان به آن لقب بزرگ ترین مسجد جامع شهرستان شبستر نیز اطلاق نمود مسجد جامع روستای علی بیگلو می‌باشد .
همچنین یکی از شخصیت‌های سیاسی شناخته شده این روستا که به عنوان نماینده مردم شهرستان شبستر در مجلس شورای اسلامی و نیز به عنوان یکی از روحانیون مبارز دوره‌های اول انقلاب اسلامی ایران می‌شود به ایشان اشاره کرد که از لحاظ سطح علمی در مرتبه مرجعیت حوزه نیز بوده‌است حاج میرزا باقر آخوندی است که نماینده دوره دوم مجلس شورای اسلامی بودند. همچنین علی علیلو نیز که یکی از نخبگان سیاسی و مذهبی شهرستان قلمداد می‌شوند و در دوره نهم مجلس شورای اسلامی به عنوان نماینده شهرستان شبستر در حال خدمت میی باشند از همین روستا قد علم نموده و رشد و نمو یافته‌است و هنوز به صورت مستمر به علی بیگلو رفت‌وآمد می نمایند. 
همچنین مرحوم دکتر علی لک رییس اسبق دانشگاه آزاد شهرستان شبستر و مرحوم حاج مقصود هادی پور از سرمایه گذاران بخش خصوصی از اهالی این روستا می باشند.
- «نتایج سرشماری ایران در سال ۱۳۸۵». درگاه ملی آمار. بایگانی‌شده از روی نسخه اصلی در ۲۱ آبان ۱۳۹۲.